# ديانا براينت
ديانا براينت (بالإنجليزية: Diana Bryant) هي قاضية أسترالية، ولدت في 13 أكتوبر 1947.